# John Bromwich

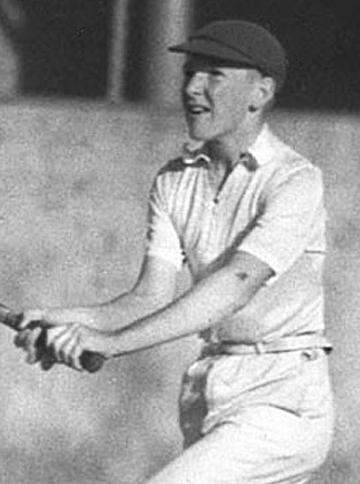
John Bromwich (1934)

John Edward Bromwich (* 14. November 1918 in Kogarah; † 21. Oktober 1999 in Geelong) war ein australischer Tennisspieler. Neben seinen sportlichen Erfolgen trug seine ungewöhnliche Spieltechnik zu seiner Bekanntheit bei.

## Spielstil und Technik
Obwohl Bromwich geborener Linkshänder war, schlug er mit rechts auf. Als Kind spielte er nicht nur die Vorhand und die Rückhand beidhändig, sondern er schlug in jungen Jahren auch beidhändig auf. Im Erwachsenenalter nutzte er neben dem rechtshändigen Aufschlag die linkshändige Vorhand. Die Rückhand spielte er weiterhin beidhändig. 
Auch die Tennisschläger, die Bromwich verwendete, waren ungewöhnlich. Sie waren leichter als die üblichen Holzschläger. Das Gewicht seiner Schläger war zumindest teilweise geringer, da er einen sehr dünnen Griff verwendete. 
Die Saiten seiner Tennisschläger waren verhältnismäßig locker und ermöglichten ihm zusätzliche Kontrolle.

## Leben und Wirken
Zusammen mit Adrian Quist bildete Bromwich eines der besten Herrendoppel der 1930er bis 1950er Jahre. Im Einzel siegte der Rasenspezialist 1939 und 1946 bei den Australian Open. Zudem stand er in den Jahren 1937, 1938, 1947, 1948 und 1949 im Finale dieses Grand-Slam-Turniers. Im Doppel siegte er von 1938 bis 1950 achtmal, und im Mixed war er einmal erfolgreich. In Wimbledon schaffte er es 1948 ins Finale, konnte aber das Endspiel gegen Robert Falkenburg nicht gewinnen. Dagegen siegte er 1948 und 1950 im Doppel.
Auch bei den US Open war er 1939, 1949 und 1950 im Doppel siegreich. Mit Australien gewann er 1939 und 1950 den Davis Cup.